# Xestia pachyceras
Xestia pachyceras är en fjärilsart som beskrevs av Charles Boursin 1963. Xestia pachyceras ingår i släktet Xestia och familjen nattflyn. Inga underarter finns listade i Catalogue of Life.